# امرالله احمدجو
امرالله احمدجو (زادهٔ ۱ دی ۱۳۳۲) کارگردان و فیلم‌نامه‌نویس
مستندساز
سینما و تلویزیون اهل ایران می‌باشد.

## زندگی
او کار خود را با ساخت فیلم‌های کوتاه آغاز نمود. وی از کارگردانان معروف سینمای ایران است. او تحصیلاتش را در رشتهٔ فیلم‌برداری در مدرسهٔ عالی تلویزیون به پایان برد. اولین اثر سینمایی وی شاخه‌های بید (۱۳۶۷) بود. از معروف‌ترین آثار وی می‌توان به سریال تلویزیونی روزی روزگاری با بازیهای به یاد ماندنی خسرو شکیبایی، ژاله علو و محمود پاک‌نیت اشاره کرد. او در سینما با بازیگرانی همچون  گوهر خیراندیش، جمشید مشایخی، خسرو شکیبایی همکاری سینمایی داشته‌است.
امرالله احمدجو کارگردانی است که اخلاق را مبنای اصلی تمام کارهایش می داند و غرق در فرهنگ بومی بودن را نوعی امتیاز می‌شمارد.

## فیلم‌شناسی

### تلویزیون
- ۱ - پشت کوه‌های بلند (نویسنده و کارگردان ۱۳۹۰)
- ۲ - تفنگ سرپر (نویسنده و کارگردان ۱۳۷۸–۱۳۸۰)
- ۳ - روزی روزگاری (نویسنده و کارگردان ۱۳۷۰)
- ۴ - سردار جنگل (۱۳۶۳–۱۳۶۶)
- ۵ - سلمان فارسی (نویسنده)

### سینما
- ۱ - دنیای وارونه (۱۳۷۶ نویسنده)
- ۲ - شاخه‌های بید (۱۳۶۷ کارگردان و نویسنده)
- ۳ - تفنگ‌های سحرگاه (۱۳۶۷ بازنویسی فیلمنامه)